# جسی کلاور
جسی کلاور (زادهٔ ۱ می ۱۹۸۶ در روزن‌دال، هلند) یک سیاست‌مدار مراکشی‌تبار اهل هلند است. او از سال ۲۰۱۰ یکی از اعضای مجلس سفلای پارلمان هلند است.